# 12612 Daumier
12612 Daumier eller 2592 P-L är en asteroid i huvudbältet som upptäcktes den 24 september 1960 av den nederländsk-amerikanske astronomen Tom Gehrels och det nederländska astronomparet Ingrid van Houten-Groeneveld och Cornelis Johannes van Houten vid Palomarobservatoriet. Den är uppkallad efter den franske målaren och skulptören Honoré Daumier.
Asteroiden har en diameter på ungefär 3 kilometer.